# پالکو (کانزاس)
پالکو (به انگلیسی: Palco) شهری در ایالت کانزاس کشور ایالات متحده آمریکا است که جمعیت آن در سرشماری سال ۲۰۱۰ میلادی، ۲۷۷ نفر بوده‌است.